# Tornei di tennis femminili indipendenti nel 1981
Nel 1981 la maggior parte dei tornei di tennis femminili facevano parte del WTA Tour 1981 ma alcuni non erano inseriti in nessuno circuito.

## Calendario

### Gennaio
| Settimana  | Torneo                                                           | Vincitore                     | Finalista                 | Semifinalisti | Eliminati ai quarti |
| ---------- | ---------------------------------------------------------------- | ----------------------------- | ------------------------- | ------------- | ------------------- |
| gennaio    | Heineken Open 1981 Auckland, Nuova Zelanda Singolare - Doppio    | Pam Whytcross                 | non conosciuta (bandiera) |               |                     |
| gennaio    | Heineken Open 1981 Auckland, Nuova Zelanda Singolare - Doppio    |                               |                           |               |                     |
| 18 gennaio | Western Australian Open 1981 Perth, Australia Singolare - Doppio | Amanda Tobin-Dingwall 6-0 6-3 | Anne Minter               |               |                     |
| 18 gennaio | Western Australian Open 1981 Perth, Australia Singolare - Doppio |                               |                           |               |                     |

### Febbraio
| Settimana | Torneo                                                                                  | Vincitore            | Finalista     | Semifinalisti | Eliminati ai quarti |
| --------- | --------------------------------------------------------------------------------------- | -------------------- | ------------- | ------------- | ------------------- |
| febbraio  | New South Wales Hard Court Championships 1981 Wagga Wagga, Australia Singolare - Doppio | Karen Gulley 6-4 6-1 | Linda Cassell |               |                     |
| febbraio  | New South Wales Hard Court Championships 1981 Wagga Wagga, Australia Singolare - Doppio |                      |               |               |                     |

### Marzo
| Settimana | Torneo                                                     | Vincitore               | Finalista    | Semifinalisti | Eliminati ai quarti |
| --------- | ---------------------------------------------------------- | ----------------------- | ------------ | ------------- | ------------------- |
| 22 marzo  | Torneo di Wynnum 1981 Wynnum, Australia Singolare - Doppio | Helen Davis 6-2 1-6 6-3 | Janet Fallis |               |                     |
| 22 marzo  | Torneo di Wynnum 1981 Wynnum, Australia Singolare - Doppio |                         |              |               |                     |

### Aprile
| Settimana | Torneo                                                                                          | Vincitore                              | Finalista        | Semifinalisti | Eliminati ai quarti |
| --------- | ----------------------------------------------------------------------------------------------- | -------------------------------------- | ---------------- | ------------- | ------------------- |
| aprile    | British Hard Court Championhips 1981 Bournemouth, Gran Bretagna Terra grigia Singolare - Doppio | Jo Durie 7-5 1-6 6-3                   | Sophie Amiach    |               |                     |
| aprile    | British Hard Court Championhips 1981 Bournemouth, Gran Bretagna Terra grigia Singolare - Doppio |                                        |                  |               |                     |
| 5 aprile  | Clairol Crown 1981 Carlsbad, USA Cemento Singolare                                              | Chris Evert 6-4 6-3                    | Hana Mandlíková  |               |                     |
| 11 aprile | Norwich Tournament 1981 Norwich, Gran Bretagna Singolare - Doppio                               | Jo Durie 6-3 7-5                       | A. Brown         |               |                     |
| 11 aprile | Norwich Tournament 1981 Norwich, Gran Bretagna Singolare - Doppio                               |                                        |                  |               |                     |
| 12 aprile | Nice Lawn Tennis Club Championships 1981 Nizza, Francia Singolare - Doppio                      | Gail Sherriff Chanfreau Lovera 6-2 6-1 | Andrea Temesvári |               |                     |
| 12 aprile | Nice Lawn Tennis Club Championships 1981 Nizza, Francia Singolare - Doppio                      |                                        |                  |               |                     |
| 18 aprile | Cumberland Hard Court Championships 1981 Hampstead, Gran Bretagna Singolare - Doppio            | Jo Durie 6-3 6-4                       | Debbie Jevans    |               |                     |
| 18 aprile | Cumberland Hard Court Championships 1981 Hampstead, Gran Bretagna Singolare - Doppio            |                                        |                  |               |                     |
| 20 aprile | Central Queensland Championships 1981 Rockhampton, Australia Singolare - Doppio                 | C. Lacey 6-3 7-5                       | E. Burke         |               |                     |
| 20 aprile | Central Queensland Championships 1981 Rockhampton, Australia Singolare - Doppio                 |                                        |                  |               |                     |
| 20 aprile | Darling Downs Championships 1981 Toowoomba, Australia Singolare - Doppio                        | Helen Davis 6-7 6-2 6-4                | Janet Fallis     |               |                     |
| 20 aprile | Darling Downs Championships 1981 Toowoomba, Australia Singolare - Doppio                        |                                        |                  |               |                     |

### Maggio
| Settimana | Torneo                                                                           | Vincitore                              | Finalista                      | Semifinalisti | Eliminati ai quarti |
| --------- | -------------------------------------------------------------------------------- | -------------------------------------- | ------------------------------ | ------------- | ------------------- |
| 4 maggio  | Maroochy Championships 1981 Nambour, Australia Singolare - Doppio                | Joanne Butler 0-6 7-5 6-4              | Janet Fallis                   |               |                     |
| 4 maggio  | Maroochy Championships 1981 Nambour, Australia Singolare - Doppio                |                                        |                                |               |                     |
| 9 maggio  | Torneo di Chichester 1981 Chichester, Gran Bretagna Singolare - Doppio           | Rene Uys 6-4 6-3                       | Florența Mihai                 |               |                     |
| 9 maggio  | Torneo di Chichester 1981 Chichester, Gran Bretagna Singolare - Doppio           |                                        |                                |               |                     |
| 16 maggio | Torneo di Lee-on-Solent 1981 Lee-on-the-Solent, Gran Bretagna Singolare - Doppio | Rene Uys 6-2 3-6 6-3                   | Lesley Charles                 |               |                     |
| 16 maggio | Torneo di Lee-on-Solent 1981 Lee-on-the-Solent, Gran Bretagna Singolare - Doppio |                                        |                                |               |                     |
| 17 maggio | Japan Gunze Classic 1981 Tokyo, Giappone Singolare - Doppio                      | Andrea Jaeger 3-6 6-3 7-6              | Tracy Austin                   |               |                     |
| 17 maggio | Japan Gunze Classic 1981 Tokyo, Giappone Singolare - Doppio                      | Pam Shriver Wendy Turnbull 6-7 6-1 6-4 | Andrea Jaeger Billie Jean King |               |                     |

### Giugno
| Settimana | Torneo                                                                   | Vincitore                | Finalista    | Semifinalisti | Eliminati ai quarti |
| --------- | ------------------------------------------------------------------------ | ------------------------ | ------------ | ------------- | ------------------- |
| 6 giugno  | Kent Championships 1981 Beckenham, Gran Bretagna Singolare - Doppio      | Pam Shriver 6-2 6-2      | Little       |               |                     |
| 6 giugno  | Kent Championships 1981 Beckenham, Gran Bretagna Singolare - Doppio      |                          |              |               |                     |
| 6 giugno  | Northern Championships 1981 Manchester, Gran Bretagna Singolare - Doppio | Sharon Walsh 4-6 6-1 6-4 | Rosie Casals |               |                     |
| 6 giugno  | Northern Championships 1981 Manchester, Gran Bretagna Singolare - Doppio |                          |              |               |                     |

### Luglio
| Settimana | Torneo                                                                       | Vincitore                                       | Finalista                        | Semifinalisti | Eliminati ai quarti |
| --------- | ---------------------------------------------------------------------------- | ----------------------------------------------- | -------------------------------- | ------------- | ------------------- |
| 11 luglio | Scottish Championships 1981 Edimburgo, Gran Bretagna Singolare - Doppio      | J. Erskine 6-7 6-1 6-3                          | Denholm                          |               |                     |
| 11 luglio | Scottish Championships 1981 Edimburgo, Gran Bretagna Singolare - Doppio      |                                                 |                                  |               |                     |
| 12 luglio | Irish Open 1981 Dublino, Irlanda Cemento Singolare - Doppio                  | Debbie Jevans 0-6 6-1 6-4                       | Sue Saliba                       |               |                     |
| 12 luglio | Irish Open 1981 Dublino, Irlanda Cemento Singolare - Doppio                  |                                                 |                                  |               |                     |
| 12 luglio | Swiss International 1981 Gstaad, Svizzera Terra rossa Singolare - Doppio     | Claudia Kohde Kilsch 6-1 4-6 6-2                | Isabelle Villiger                |               |                     |
| 12 luglio | Swiss International 1981 Gstaad, Svizzera Terra rossa Singolare - Doppio     | Heidi Eisterlehner Claudia Kohde Kilsch 6-3 6-4 | Marjorie Blackwood Mimi Wikstedt |               |                     |
| 26 luglio | WTA Monte Carlo 1981 Monte Carlo, Monte Carlo Terra rossa Singolare - Doppio | Sylvia Hanika 2-6 6-3 5-6 ritiro                | Hana Mandlíková                  |               |                     |
| 26 luglio | WTA Monte Carlo 1981 Monte Carlo, Monte Carlo Terra rossa Singolare - Doppio |                                                 |                                  |               |                     |
| 26 luglio | Swedish Open 1981 Båstad, Svezia Terra rossa Singolare - Doppio              | Lena Sandin 6-2 7-6                             | Catrin Jexell                    |               |                     |
| 26 luglio | Swedish Open 1981 Båstad, Svezia Terra rossa Singolare - Doppio              | Betsy Blaney Chris O'Neil 6-4 3-6 6-4           | Duk Hee Lee Elizabeth Ekblom     |               |                     |

### Agosto
| Settimana | Torneo                                                                   | Vincitore                | Finalista       | Semifinalisti | Eliminati ai quarti |
| --------- | ------------------------------------------------------------------------ | ------------------------ | --------------- | ------------- | ------------------- |
| 2 agosto  | Mutual Benefit Life Open 1981 Orange, USA Terra rossa Singolare - Doppio | Kathleen Horvath 6-0 6-4 | Virginia Ruzici |               |                     |
| 2 agosto  | Mutual Benefit Life Open 1981 Orange, USA Terra rossa Singolare - Doppio |                          |                 |               |                     |

### Settembre
| Settimana    | Torneo                                                                                 | Vincitore                  | Finalista         | Semifinalisti | Eliminati ai quarti |
| ------------ | -------------------------------------------------------------------------------------- | -------------------------- | ----------------- | ------------- | ------------------- |
| 8 settembre  | Sydney Metropolitan Hard Court Championships 1981 Sydney, Australia Singolare - Doppio | Rebecca Bryant 6-7 7-5 6-2 | Debbie Chesterton |               |                     |
| 8 settembre  | Sydney Metropolitan Hard Court Championships 1981 Sydney, Australia Singolare - Doppio |                            |                   |               |                     |
| 13 settembre | South Queensland Championships 1981 Ipswich, Australia Singolare - Doppio              | Helen Davis 5-7 6-1 6-3    | K. Gibbs          |               |                     |
| 13 settembre | South Queensland Championships 1981 Ipswich, Australia Singolare - Doppio              |                            |                   |               |                     |

### Ottobre
Nessun evento

### Novembre
| Settimana   | Torneo                                                                           | Vincitore                              | Finalista                  | Semifinalisti | Eliminati ai quarti |
| ----------- | -------------------------------------------------------------------------------- | -------------------------------------- | -------------------------- | ------------- | ------------------- |
| novembre    | Border Championships 1981 East London, Sudafrica Singolare - Doppio              | Jennifer Mundel-Reinbold 7-6 7-5       | Rollinson                  |               |                     |
| novembre    | Border Championships 1981 East London, Sudafrica Singolare - Doppio              |                                        |                            |               |                     |
| novembre    | Eastern Province Championships 1981 Port Elizabeth, Sudafrica Singolare - Doppio | Yvonne Vermaak 6-3 6-2                 | Rene Uys                   |               |                     |
| novembre    | Eastern Province Championships 1981 Port Elizabeth, Sudafrica Singolare - Doppio |                                        |                            |               |                     |
| novembre    | Natal Open 1981 Durban, Sudafrica Singolare - Doppio                             | Rene Uys 3-6 6-1 6-2                   | Beverly Mould              |               |                     |
| novembre    | Natal Open 1981 Durban, Sudafrica Singolare - Doppio                             |                                        |                            |               |                     |
| novembre    | OFS Championships 1981 Bloemfontein, Sudafrica Singolare - Doppio                | Beverly Mould 7-6 6-2                  | Rene Uys                   |               |                     |
| novembre    | OFS Championships 1981 Bloemfontein, Sudafrica Singolare - Doppio                |                                        |                            |               |                     |
| 1º novembre | South Coast Championships 1981 Southport, Australia Singolare - Doppio           | Amanda Tobin 6-3 6-3                   | Janet Fallis               |               |                     |
| 1º novembre | South Coast Championships 1981 Southport, Australia Singolare - Doppio           |                                        |                            |               |                     |
| 15 novembre | Victorian Hard Court Championships 1981 Bulleen, Australia Singolare - Doppio    | Elizabeth Minter 6-3 6-2               | Gwen Warnock               |               |                     |
| 15 novembre | Victorian Hard Court Championships 1981 Bulleen, Australia Singolare - Doppio    |                                        |                            |               |                     |
| 20 novembre | South African Indoor 1981 Johannesburg, Sudafrica Singolare - Doppio             | Kathy Rinaldi Stunkel 6-3 6-3          | Kathleen Horvath           |               |                     |
| 20 novembre | South African Indoor 1981 Johannesburg, Sudafrica Singolare - Doppio             | Rosalyn Fairbank Tanya Harford 6-3 6-4 | Pam Casale Virginia Wade   |               |                     |
| 22 novembre | Lion's Cup 1981 Tokyo, Giappone Sintetico indoor Singolare                       | Martina Navrátilová 6-3 6-2            | Chris Evert                |               |                     |
| 30 novembre | South African Open 1981 Johannesburg, Sudafrica Singolare - Doppio               | Kathleen Horvath 7-6 6-4               | Kathy Rinaldi Stunkel      |               |                     |
| 30 novembre | South African Open 1981 Johannesburg, Sudafrica Singolare - Doppio               | Beverly Mould Rene Uys 6-4 1-6 6-3     | Ilana Kloss Yvonne Vermaak |               |                     |

### Dicembre
| Settimana   | Torneo                                                                           | Vincitore            | Finalista     | Semifinalisti | Eliminati ai quarti |
| ----------- | -------------------------------------------------------------------------------- | -------------------- | ------------- | ------------- | ------------------- |
| dicembre    | Western Province Championships 1981 Città del Capo, Sudafrica Singolare - Doppio | Rene Uys 6-2 6-3     | Beverly Mould |               |                     |
| dicembre    | Western Province Championships 1981 Città del Capo, Sudafrica Singolare - Doppio |                      |               |               |                     |
| 13 dicembre | Queensland Open 1981 Brisbane, Australia Erba Singolare - Doppio                 | Chris O'Neil 6-3 7-5 | Keryn Pratt   |               |                     |
| 13 dicembre | Queensland Open 1981 Brisbane, Australia Erba Singolare - Doppio                 |                      |               |               |                     |